# NGC 3872
NGC 3872 é uma galáxia elíptica (E5) localizada na direcção da constelação de Leo. Possui uma declinação de +13° 46' 00" e uma ascensão recta de 11 horas, 45 minutos e 48,9 segundos.
A galáxia NGC 3872 foi descoberta em 8 de Abril de 1784 por William Herschel.